# 兴化平原
兴化平原，又称莆田平原、南北洋平原，位於福建省东南沿海地區，是福建四大平原之一，位居第三位，其面積為464平方公里。

## 位置
兴化平原东濒兴化湾，西抵九华山麓，南达燕山期花岗岩丘陵边缘，北至囊山山麓。面积464平方公里，海拔5至7米。地处木兰溪下游的南北侧，由河海泥沙在浅海湾交错沉积以及人工围垦而成，属冲积—海积平原。木兰溪以北的平原统称“北洋”，以南的统称“南洋”。